# Marcin Mientki
Marcin Mientki (ur. 1 lipca 1976 w Toruniu) – polski kolarz torowy, medalista mistrzostw Europy, olimpijczyk z Sydney 2000.
W trakcie kariery sportowej reprezentował klub Pacific Nestle Toruń. Wielokrotny medalista mistrzostw Polski:
- złoty
  - w sprincie olimpijskim w roku 2000,
  - w wyścigu na 4 km na dochodzenie drużynowo w roku 2001,
- srebrny
  - w sprincie w latach 1997, 2000,
  - w wyścigu na 1 km w latach 1996, 2000,
  - w kerinie w roku 2000,
  - w sprincie olimpijskim w roku 2001,
- brązowy
  - w wyścigu na 1 km w latach 1997, 2001,
  - w wyścigu na 4 km na dochodzenie drużynowo w roku 1996.

W roku 1998 zdobył złoty medal mistrzostw Europy w Szczecinie w sprincie olimpijskim. W roku 2001 zdobył srebrny medal mistrzostw Europy w Fiorenzuola w sprincie drużynowym (partnerami byli: Łukasz Kwiatkowski, Grzegorz Krejner).
Uczestnik mistrzostw świata w Manchesterze (1996) i Perth (1997), w których wystąpił w sprincie drużynowym (partnerami byli: Grzegorz Krejner, Grzegorz Trębski) zajmując odpowiednio 7. i 8. miejsce.
Na igrzyskach w Sydney wystartował w drużynowym sprincie olimpijskim (partnerami byli: Grzegorz Krejner, Konrad Czajkowski). Polska drużyna odpadła w eliminacjach i została sklasyfikowana na 10. miejscu.